# Ahmed Al Safi
Ahmed Al Safi, (احمد الصافي) nació en Diwaniya, Irak en 1971. Al Safi, estudió escultura en la Academia de Bellas Artes en Bagdad. Ganó el premio turco Ismail Al Fatah, para los jóvenes escultores, en el año 2000.

## Características de su obra
El arte de Ahmed Al Safi refleja las preocupaciones de una generación de artistas iraquíes en la década de 1990 que vivieron un tiempo de embargo internacional y de dictadura interna. Durante todo el período del embargo, Al Safi hizo esculturas y pinturas en su estudio de Bagdad, y su obra fue recogida por los diplomáticos extranjeros y otros visitantes de los países occidentales, así como por los coleccionistas de Oriente Medio.
Conocido por sus figuras atenuadas en bronce, en su escultura, representaciones de hombres que se esfuerzan en volar, o saltar en equilibrio precario, quizás Al Safi refleja el complejo acto de equilibrio moral que se requirió a tantos iraquíes durante el mandato de Saddam Hussein. Su trabajo también utiliza temas de la antigua cultura de Mesopotamia, incluidas formas agrarias y motivos de pesca.  Al Safi ha estado viviendo en Francia desde el año 2005.